# برانو
برانو (به لهستانی:  Branew) یک روستا در لهستان است که در گمینا زوولا واقع شده‌است.